# Mikel Irastorza
Mikel Irastorza Artola (San Sebastián, Guipúzcoa, 1975) es un sospechoso de terrorismo español, de ideología independentista vasca.

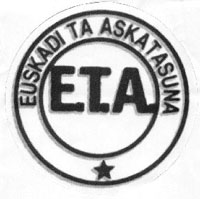
Logo de ETA.

Desde 2007 ejerció de representante del Foro de Debate Nacional, organización que agrupaba a Eusko Alkartasuna, Batasuna y Aralar. También ejerció responsabilidades en Ekin. A partir 2011 pasó a ejercer diversas responsabilidades en Euskadi Ta Askatasuna (ETA) ocupando diferentes tareas, entre ellas, según los servicios policiales españoles, la máxima jefatura desde 2015. Fue detenido en la localidad de Ascain, en el sur de Francia, el 5 de noviembre de 2016, junto con la pareja que lo alojaba en su casa. Desde el 8 de agosto de 2017 está en libertad provisional a la espera de juicio.